# Voïvodie de Ruthénie
Ne doit pas être confondu avec Grand duché de Ruthénie.
1434–1772
Entités précédentes :
- Ruthénie rouge

Entités suivantes :
- Monarchie de Habsbourg (Royaume de Galicie et de Lodomérie)

La voïvodie de Ruthénie (en polonais : województwo ruskie ; en ukrainien : Руське воєводство ; en latin : Palatinatus russiae) était une division administrative du royaume de Pologne de 1434 à 1569 puis de la république des Deux Nations de 1569 à 1772. Également apellèe «  Ruthénie rouge », elle faisait partie des terres ruthènes au sein de la province de Petite-Pologne qui comptait onze voïvodies. La capitale de la voïvodie se situait à Lwów.
Faisant initialement partie de la Rusʹ de Kiev et de la principauté de Galicie-Volhynie, les forces du roi polonais Casimir III le Grand ont graduellement conquis les terres à partir de 1340. L'aristocratie polonaise de la Ruthénie rouge (Ruś Czerwona) obtient les privilèges confirmés par le roi Ladislas II Jagellon en 1430 et la voïvodie a été créée en 1434. Au cours du premier partage de la Pologne en 1772, cette région fut en majeure partie annexée par la monarchie de Habsbourg et incorporée dans la province autrichienne de Galicie. Elle est maintenant répartie entre la Pologne et l’Ukraine.

## Administration
Chef-lieu de la voïvodie :
- Lwów

Diétine régionale (sejmik generalny) pour tous les pays ruthènes :
- Sądowa Wisznia

Chefs-lieux des diétines régionales (sejmik poselski i deputacki):
- Lwów
- Halicz
- Sądowa Wisznia
- Przemyśl
- Sanok
- Chełm

### Subdivisions
- pays de Chełm (Ziemia Chełmska), Chełm
  - district de Chełm, (Powiat Chełmski), Chełm
  - district de Krasnystaw, (Powiat Krasnystawski), Krasnystaw
  - district de Ratno, (Powiat Ratneński), Ratno
- pays de Halicz (Ziemia Halicka), Halicz
  - district de Halicz, (Powiat Halicki), Halicz
  - district de Kolomyja, (Powiat Kołomyjski), Kolomyja
  - district de Trembowla, (Powiat Trembowelski), Trembowla
- pays de Lwów (Ziemia Lwowska), Lwów
  - district de Lwów, (Powiat Lwowski), Lwów
  - district de Żydaczów, (Powiat Żydaczowski), Żydaczów
- pays de Przemyśl (Ziemia Przemyska), Przemyśl
  - district de Przemyśl (Powiat Przemyski), Przemyśl
  - district de Sambor, (Powiat Samborski), Sambor
  - district de Drohobycz, (Powiat Drohobycki), Drohobycz
  - district de Stryj, (Powiat Stryjski), Stryj
- pays de Sanok (Ziemia Sanocka), Sanok
  - district de Sanok (Powiat Sanocki), Sanok

## Voïvodes
- Stanislaw de Choczno 1470
- Jan Tarnowski (à partir du 2 avril 1527)
- Stanisław Odrowąż (à partir de 1542)
- Hieronim Jarosz Sieniawski (à partir de 1576)
- Stanisław Lubomirski (à partir de 1628)
- Jakub Sobieski (à partir de 1641)
- Jeremi Michał Wiśniowiecki (à partir de 1646)
- Stanisław Jan Jabłonowski (à partir de 1664)
- August Aleksander Czartoryski (à partir de 1731)
- Stanisław Szczęsny Potocki (Stanislas Potocki) (à partir de 1782)